# 馬拉開波地鐵
馬拉開波地鐵（西班牙語：Metro de Maracaibo）是委內瑞拉馬拉開波的軌道交通系統，合共6個車站。來往拉瓦內加及埃爾瓦爾拉的部分在2006年11月25日開放，最後車站在2009年6月9日開放。
路線由馬拉開波市政府和委內瑞拉政府興建。

## 車站

### 1號線
- Altos de La Vanega
- El Varillal
- El Guayabal
- Sabaneta
- Urdaneta
- Libertador

## 外部連結
- 官方網站 （页面存档备份，存于） （西班牙文）